# カラハナソウ
カラハナソウ（唐花草、学名: Humulus lupulus var. cordifolius ）はアサ科カラハナソウ属の多年草。つる性で雌雄異株。ビール製造に使われるホップの変種で、雌果穂は食用になる。

## 分布と生育環境
日本では北海道、本州の近畿地方以北に、アジアでは中国北部に分布する。山地に分布し、日当たりのよい山野の草薮や林縁に自生する。ホップの栽培地域では栽培種と区別するため本種を「山ホップ」と呼ぶことがある。

## 特徴
つる性の草本。他の植物に絡みながら這いあがる。葉は長い柄をもち、つるに対生し、葉身は広卵形で3裂し、長さ10 - 15センチメートル (cm) 、幅はそれよりやや狭く、縁は粗い鋸歯がある。葉と茎には鉤状のトゲがあってひっかかり、触れると痛みを感じる。
花期は夏から秋にかけて（8 - 9月）。雌雄異株。葉腋に花序をつける。雄株につく雄花穂は大型の円錐花序で、つるの先に直立するか垂れ下がり、緑色の小さな雄花を多数つける。雌株につく花序は、長さ2 - 5 cmの花軸に緑白色の苞に包まれた小型の花が集まり、雌花が変化した果穂は、松かさに似た2 - 3 cmの卵円形になり、短い柄をもって垂れ下がる。
根系は長い匍枝を持つもので、主根側根の区別は不明瞭で同じような太さの根が出ている。匍枝以外は一部で肥大化し、小さな塊根になるものもある。匍枝は基本的に頂芽を作らないものが多く、一年で成長を止め、ある程度経ってから側芽から新しい匍枝や地上茎を伸ばす。匍枝の休眠期間は一定せず、翌年成長を始めるものもあれば、翌々年になるものもある。少数だが頂芽を持つ匍枝もあり、これは2年目も伸長する。

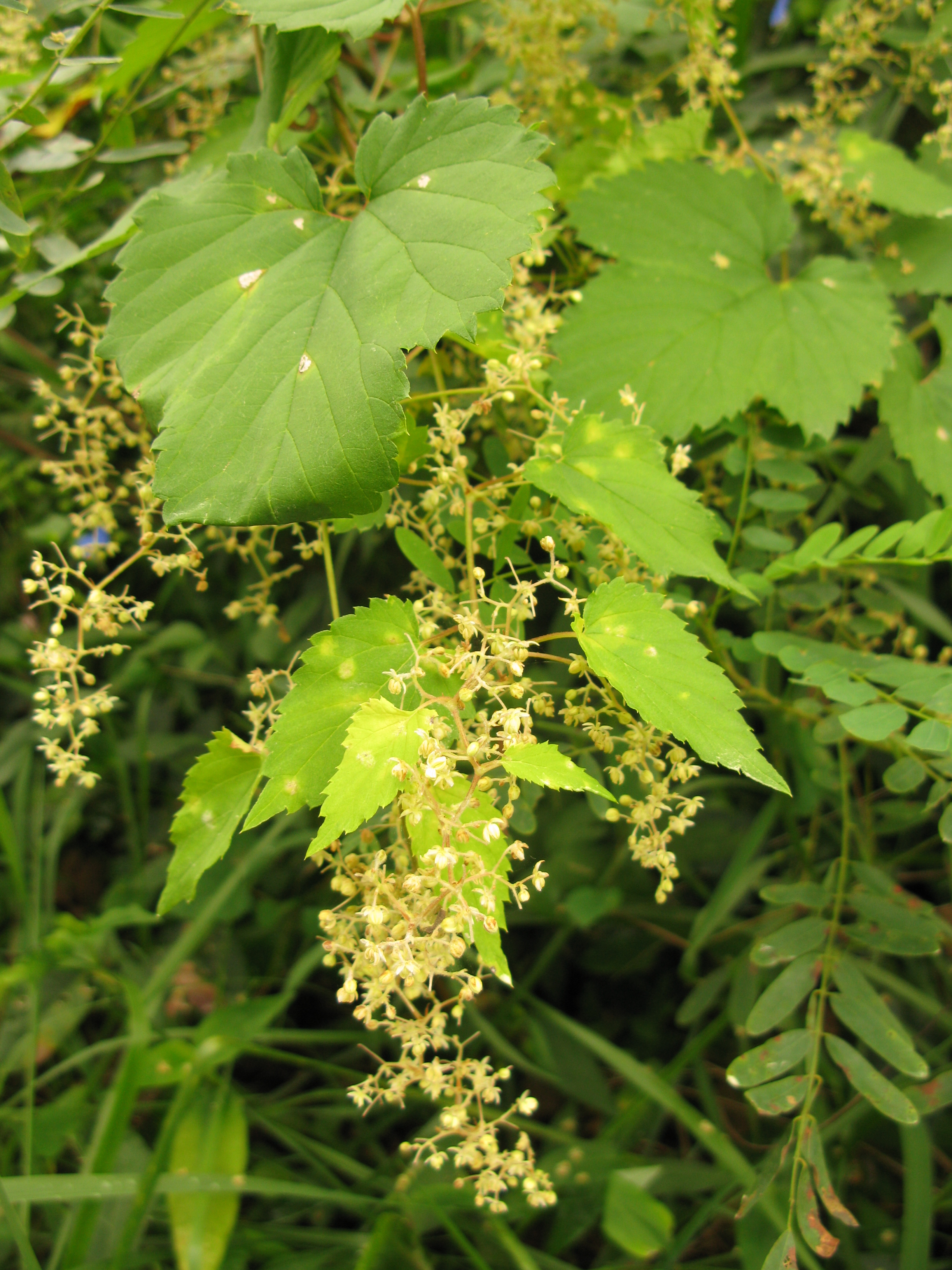
雄花穂
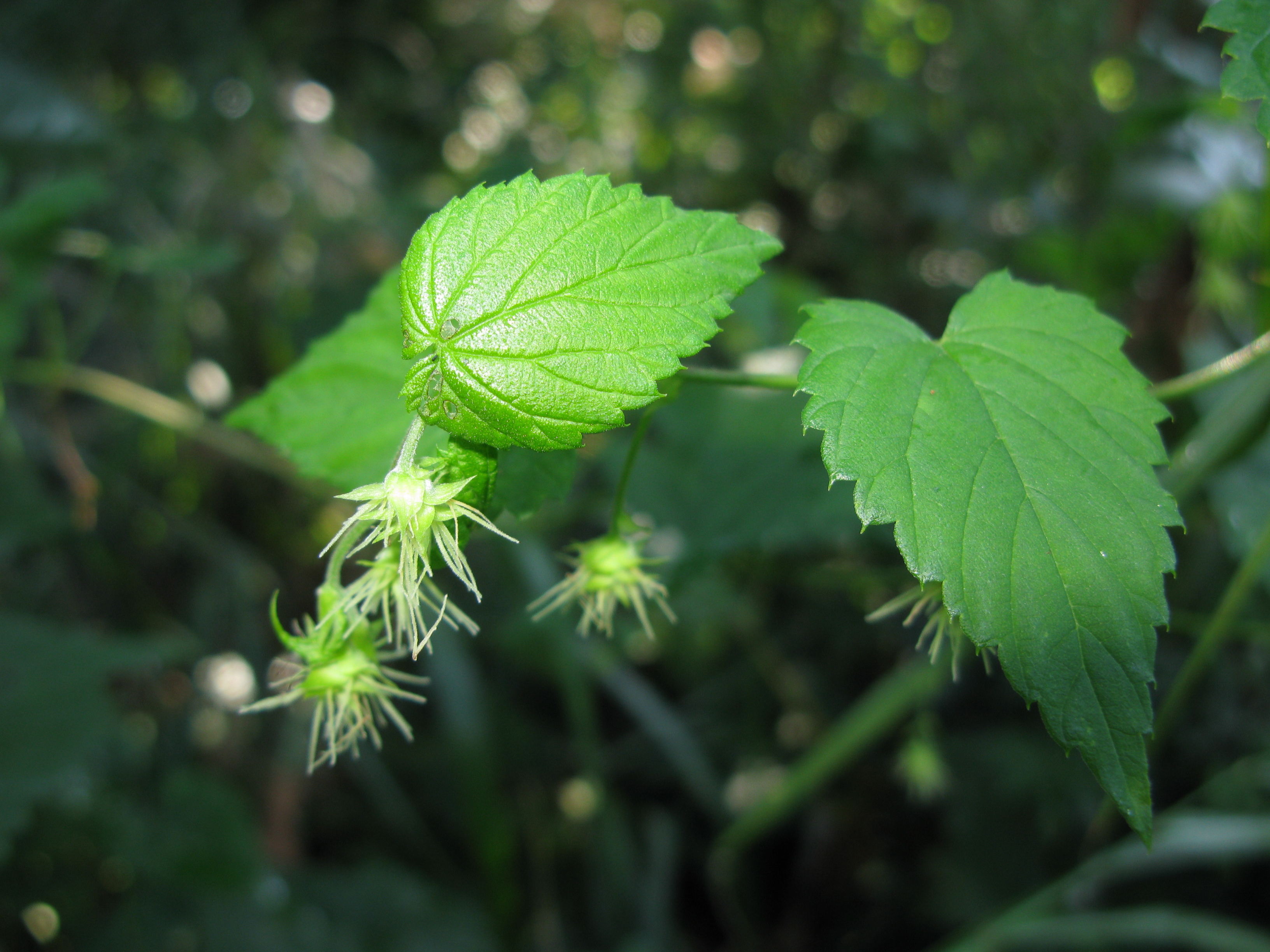
雌花穂

## 食用
夏から秋にできる雌果穂を集めて、そのまま天ぷらにして食べられる。なるべく緑色が淡く、大型の果穂のほうが美味しいと評されている。日なたにできた雌果穂は緑色小型で苦味が強く、香りが弱いが、林内などの日陰にできた雌果穂は白く大型で、苦味もほどよく強い香りがある。

## 近縁種
ビールの苦味、香りの原料となるホップ（別名: セイヨウカラハナソウ、学名: Humulus lupulus ）は、カラハナソウと近縁で別の変種とされる。カラハナソウは栽培ホップの変種とされ、ホップと雑種を作り、雌果穂はビールに似た香りと苦味がある。本種の種子も齧るとホップと同様の苦味がある。
- セイヨウカラハナソウ（ホップ）（Humulus lupulus ） - ビール製造に用いられ栽培されていて、栽培ホップの雌花序も同様に食べられる[4]。
- カナムグラ（鉄葎、Humulus japonicus ） - 葉が掌状に5 - 7裂し、雌果穂はカラハナソウよりもずっと小さい。食用にならない[4]。